# Aristolochia scytophylla
Aristolochia scytophylla S.M.Hwang & D.Y.Chen – gatunek rośliny z rodziny kokornakowatych (Aristolochiaceae Juss.). Występuje endemicznie w południowych Chinach, w prowincjach Kuejczou, Syczuan i Junnan oraz w regionie autonomicznym Kuangsi.

## Morfologia
PokrójKrzew o pnących, białawych i silnie owłosionych pędach.
LiścieMają owalny lub podłużnie owalny kształt. Mają 7–20 cm długości oraz 3,5–10 cm szerokości. Są skórzaste. Nasada liścia ma sercowaty kształt. Z ostrym lub spiczastym wierzchołkiem. Są owłosione od spodu. Ogonek liściowy jest owłosiony i ma długość 2–6 cm.
KwiatyZygomorficzne. Zebrane są po 3–5 w gronach. Mają czerwono-purpurową barwę. Dorastają do 20 mm długości i 8 mm średnicy. Mają kształt wygiętej tubki, z białawym owłosieniem wewnątrz. Łagiewka jest kulista u podstawy. Podsadki mają lancetowaty kształt.

## Biologia i ekologia
Rośnie w zaroślach oraz na skalistych zboczach. Występuje na wysokości do 600 m n.p.m. Kwitnie od kwietnia do czerwca.

## Ochrona
W Czerwonej księdze gatunków zagrożonych został zaliczony do kategorii EN – gatunków zagrożonych.